# 숨겨진 마을

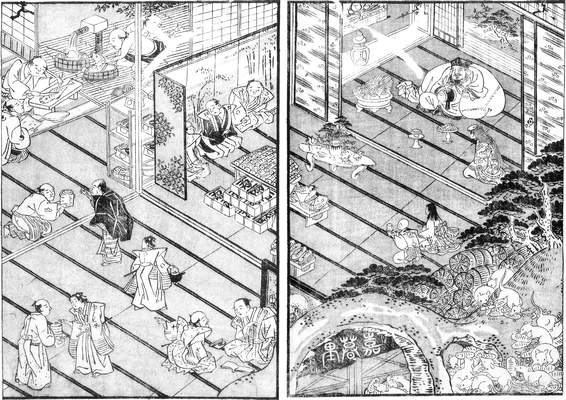
토리야마 세키엔의 『금석백귀습유』의 「숨겨진 마을」.

숨겨진 마을(일본어: 隠れ里 카쿠레자토[*])은 일본의 설화에서 등장하는 일종의 선향(仙郷)이다. 산 속이나 동굴 너머에 있다고 생각되었다.
사냥꾼이 깊은 산중에서 헤매다가 우연히 당도했다는 이야기, 산중에서 베틀 소리나 쌀 찧는 소리가 들리거나 혹은 강 위에서 젓가락과 밥그릇이 흘러내려왔다거나 해서 그 흔적을 역추적해서 발견했다는 이야기 등이 있다. 숨겨진 마을의 주민들은 외부의 분쟁과 무관한 평화로운 삶을 영위하고 있으며, 기후도 온난하다. 외부의 방문객은 환대를 받아 편안한 나날을 보내지만, 그곳을 떠나면 다시는 찾을 수 없다고 한다.
중국의 무릉도원 전설과 굉장이 유사하지만, 일본의 숨겨진 마을 전설에는 헤이케의 낙인들이 숨어 살았다는 마을의 존재가 역사적 배경이 되었다는 주장이 있다. 실제로 헤이케 잔당의 은신처로 전해지는 취락들이 존재한다. 또한 불교의 정토사상이 도래하기 이전의 소박한 산악신앙의 이상향 관념의 영향을 받은 전설이라고 설명되기도 한다.

## 대중매체에서
닌자물이나 요괴물 등에서 “비밀을 품은 부족의 마을”, “현대사회에 존재하지 않는다고 여겨지는 존재들이 숨어 사는 장소”, “시대의 흐름과 함께 자취를 감춘 자들이 숨어사는 장소” 등으로 빈번하게 사용된다.
소설 작품으로는 『철서의 우리』, 『요마야행』이 있고, 만화 작품으로는 시라토 산페이의 『사스케』, 미즈키 시게루의 『게게게의 기타로』 등이 있다.
『나루토』의 배경이 되는 “나뭇잎 마을” 등 닌자 마을들도 일본어 원본에서는 이름이 “나뭇잎으로 숨겨진 마을(木ノ葉隠れの里)”과 같은 식으로 작명되어 있다.